# Jiaoliu He
Jiaoliu He (kinesiska: 蛟流河) är ett vattendrag i Kina. Det ligger i provinsen Jilin, i den nordöstra delen av landet, omkring 250 kilometer nordväst om provinshuvudstaden Changchun.
Genomsnittlig årsnederbörd är 564 millimeter. Den regnigaste månaden är juli, med i genomsnitt 153 mm nederbörd, och den torraste är januari, med 4 mm nederbörd.